# Жеромін (Лодзинське воєводство)
Жеромін (пол. Żeromin) — село в Польщі, у гміні Тушин Лодзький-Східного повіту Лодзинського воєводства.
Населення — 322 особи (2011).

## Демографія
Демографічна структура станом на 31 березня 2011 року:
|          | Загалом | Допрацездатний вік | Працездатний вік | Постпрацездатний вік |
| -------- | ------- | ------------------ | ---------------- | -------------------- |
| Чоловіки | 169     | 29                 | 123              | 17                   |
| Жінки    | 153     | 21                 | 92               | 40                   |
| Разом    | 322     | 50                 | 215              | 57                   |